# Sposiamoci ancora...
Sposiamoci ancora... (Ehe in Dosen) è un film del 1939 diretto da Johannes Meyer.

## Produzione
Il film fu prodotto dalla Cine-Allianz Tonfilmproduktions GmbH.

## Distribuzione
Distribuito dalla Bavaria-Filmkunst Verleih, uscì nelle sale cinematografiche tedesche il 18 agosto 1939.